# Rónald González (ciclista)
Ronald Javier González Escalante (San Cristóbal, 6 de marzo de 1981) es un ciclista profesional venezolano.

## Palmarés
2005
- 2 etapas de la Vuelta al Táchira
- 1 etapa de la Vuelta a Portuguesa

2006
- 1 etapa del Clásico Aniversario Federación Ciclista de Venezuela

2007
- 1 etapa de la Vuelta al Táchira
- Vuelta a Bramón, más 1 etapa

2008
- 1 etapa de la Vuelta al Táchira

2009
- Vuelta al Táchira, más 1 etapa
- 1 etapa de la Vuelta a Tovar

2010
- 1 etapa de la Vuelta a Bolivia

2011
- Vuelta a Bramón, más 1 etapa
- 1 etapa de la Vuelta a Trujillo

2012
- 2 etapas de la Vuelta al Táchira
- Clásico Virgen de la Consolación de Táriba, más 2 etapas
- Vuelta a Tovar

2013
- 1 etapa de la Vuelta a Aragua

2014
- Tour Lotería del Táchira, más 1 etapa

2015
- Trophée de la Caribe, más 2 etapa
- 1 etapa del Tour de Martinica

2019
- 1 etapa de la Vuelta al Táchira

## Equipos
- 2013  Lotería del Táchira
- 2014  Pedale Pilotine